# جدعون يو
جدعون يو (هانغل: 유기돈) هو شخصية أعمال كوري جنوبي، ولد في 14 مايو 1971 في سول في كوريا الجنوبية.

## وصلات خارجية
- جدعون يو على موقع إن إن دي بي (الإنجليزية)